# Rubus phaeocarpus
Rubus phaeocarpus är en rosväxtart som beskrevs av William Charles Richard Watson. Rubus phaeocarpus ingår i släktet rubusar, och familjen rosväxter. Inga underarter finns listade i Catalogue of Life.